# Piccola compagnia di Maria
La Piccola Compagnia di Maria (in inglese Little Company of Mary) è un istituto religioso femminile di diritto pontificio: le suore di questa congregazione pospongono al loro nome la sigla L.C.M.

## Storia
La congregazione venne fondata a Nottingham nel 1877 da Mary Potter per la cura dei malati e l'assistenza ai moribondi. La fondatrice prese a modello Maria ai piedi della Croce sul Calvario; il titolo dell'istituto, Piccola Compagnia di Maria, venne ispirato dalla devozione della Potter per san Luigi Maria Grignion de Montfort, fondatore della Compagnia di Maria.
A causa di alcuni problemi con il vescovo di Nottingham, nel 1882 la fondatrice trasferì la sua opera a Roma, dove venne accolta da papa Leone XIII: in breve sorsero case anche a Firenze (1885) e Fiesole (1889), poi in Australia (da dove le religiose si diffusero in Nuova Zelanda e a Tonga), poi in Irlanda (1888) e, a opera delle suore irlandesi, in Africa, quindi negli Stati Uniti d'America (1893).
Le costituzioni vennero approvate definitivamente dalla Santa Sede il 18 aprile 1883.

## Attività e diffusione
Le suore della Piccola Compagnia di Maria si dedicano essenzialmente a opere di assistenza sanitaria.
Sono presenti in Europa (Irlanda, Italia, Regno Unito), in Oceania (Australia, Nuova Zelanda, Tonga), in Africa (Sudafrica, Zimbabwe), negli Stati Uniti d'America e in Corea del Sud; la sede generalizia è a Tooting Bec, Londra.
Al 31 dicembre 2008 la congregazione contava 327 religiose in 134 case.